# Baneparameter
Indenfor himmelmekanikken kan man entydigt beskrive en omløbsbane, f.eks. Månens bane omkring Jorden, ved hjælp af seks såkaldte baneparametre. Hvert af de seks baneparametre er et tal, som beskriver en egenskab ved omløbsbanen, og givet disse seks tal for et bestemt himmellegeme kan man regne sig frem til dette himmellegemes position på et vilkårligt tidspunkt.

## De seks baneparametre
Nedenstående skema giver et overblik over de seks baneparametre og de egenskaber ved omløbsbanen de beskriver:
| Baneparameter                                        | Beskrivelse | Beskrivelse                                                                                               |
| Excentricitet e                                      | Banens "facon"; mellem 0 (for cirkelrund) og næsten 1 (for meget smal og "langstrakt ellipse)                                                   | Disse to parametre beskriver entydigt den ellipseformede omløbsbanes facon og dimensioner.                |
| Omløbstiden T, eller ellipsebanens halve storakse; a | Banens størrelse. | Disse to parametre beskriver entydigt den ellipseformede omløbsbanes facon og dimensioner.                |
| Middelanomalien M0                                   | Det kredsende himmellegemes position langs sin bane på et givent tidspunkt.                                                                     | Det kredsende himmellegemes position langs sin bane på et givent tidspunkt.                               |
| Banehældning (inklination) i                         | Vinklen mellem omløbsbanens plan, og et fast referenceplan, f.eks. ekliptika.                                                                   | Disse tre parametre beskriver entydigt hvordan banen er orienteret i forhold til faste retninger i rummet |
| Opstigende knudes længde Ω                           | Omløbsbanens "retning" i rummet i forhold til retningen til et referencepunkt, typisk forårspunktet i stjernetegnet Vædderen.                   | Disse tre parametre beskriver entydigt hvordan banen er orienteret i forhold til faste retninger i rummet |
| Periapsisargument ω                                  | Ellipsebanens storakses "retning" i rummet i forhold til knudelinjen (skæringspunktet mellem baneplanet og et referenceplan, typisk ekliptika). | Disse tre parametre beskriver entydigt hvordan banen er orienteret i forhold til faste retninger i rummet |

## Epoke
Hvis der kun eksisterede to himmellegemer, et mindre i kredsløb om et større, ville baneparametrene for det lille legeme være fuldstændig konstante. Men alene indenfor det virkelige solsystem er der ni "store" planeter med tilhørende måner, samt småplaneter, kometer og utallige sten, støv- og ispartikler, som alle med deres større eller mindre tyngdekraft påvirker hinandens omløbsbaner. De "trækker" lidt i hinanden, og ændrer på den måde gradvist hinandens baneparametre.
Derfor følger der ofte en såkaldt epoke med til et sæt baneparametre for en omløbsbane; en "fremstillingsdato" der fortæller hvornår disse tal gælder/gjaldt. I nogle tilfælde anføres endda et tal for hvor meget hvert enkelt parameter ændrer sig, f.eks. pr. århundrede.
| Naturvidenskab | Spire Denne naturvidenskabsartikel er en spire som bør udbygges. Du er velkommen til at hjælpe Wikipedia ved at udvide den. |